# Campeonato Europeu de Atletismo em Pista Coberta de 2013 - 800 m feminino
A prova dos 800 metros feminino do Campeonato Europeu de Atletismo em Pista Coberta de 2013 foi disputada entre 1 e 3 de março de 2013 no Scandinavium em Gotemburgo, Suécia.

## Recordes
Antes desta competição, os recordes mundiais e do campeonato nesta prova eram os seguintes:
|                       | Nome           | Nacionalidade | Tempo     | Local | Data               |
| --------------------- | -------------- | ------------- | --------- | ----- | ------------------ |
| Recorde mundial       | Jolanda Čeplak | Eslovênia     | 1m 55s 82 | Viena | 3 de março de 2002 |
| Recorde do campeonato | Jolanda Čeplak | Eslovênia     | 1m 55s 82 | Viena | 3 de março de 2002 |
| Recorde europeu       | Jolanda Čeplak | Eslovênia     | 1m 55s 82 | Viena | 3 de março de 2002 |

## Medalhistas
| Ouro                | Prata                   | Bronze                  |
| Nataliya Lupu (UKR) | Yelena Kotulskaya (RUS) | Marina Arzamasova (BLR) |

## Cronograma
Todos os horários são locais (UTC+2).
| Data       | Hora  | Evento    |
| ---------- | ----- | --------- |
| 1 de março | 17:40 | Bateria   |
| 2 de março | 17:30 | Semifinal |
| 3 de março | 11:45 | Final     |

## Resultados

### Bateria
Qualificação: 3 atletas de cada bateria  (Q) mais os  3 melhores qualificados (q).  
| Posição | Bateria | Atleta              | Nacionalidade | Tempo   | Notas    |
| ------- | ------- | ------------------- | ------------- | ------- | -------- |
| 1       | 1       | Yelena Kotulskaya   | Rússia        | 2:02.35 | Q        |
| 2       | 1       | Nataliya Lupu       | Ucrânia       | 2:02.55 | Q,       |
| 3       | 1       | Jennifer Meadows    | Reino Unido   | 2:02.88 | Q        |
| 4       | 1       | Selina Büchel       | Suíça         | 2:03.24 | q        |
| 5       | 3       | Rose-Anne Galligan  | Irlanda       | 2:03.62 | Q        |
| 6       | 3       | Olha Lyakhova       | Ucrânia       | 2:04.12 | Q        |
| 7       | 2       | Ciara Everard       | Irlanda       | 2:04.33 | Q        |
| 8       | 1       | Teodora Kolarova    | Bulgária      | 2:04.53 | q        |
| 9       | 3       | Aníta Hinriksdóttir | Islândia      | 2:04.72 | Q        |
| 10      | 2       | Marina Arzamasova   | Bielorrússia  | 2:04.77 | Q        |
| 11      | 2       | Lenka Masná         | Chéquia       | 2:04.87 | Q        |
| 12      | 3       | Paula Habovstiaková | Eslováquia    | 2:04.93 | q,       |
| 13      | 2       | Anna Rostkowska     | Polónia       | 2:05.95 |          |
| 14      | 2       | Marta Milani        | Itália        | DQ      | R 163.3b |
| 14      | 3       | Luiza Gega          | Albânia       | DQ      | R 163.3b |
| 15      | 3       | Kim Baglietto       | Gibraltar     | DNF     |          |

### Semifinal
Qualificação: classificaram-se  os 3 melhores de cada bateria (Q). 
| Posição | Bateria | Atleta              | Nacionalidade | Tempo   | Notas                |
| ------- | ------- | ------------------- | ------------- | ------- | -------------------- |
| 1       | 1       | Jennifer Meadows    | Reino Unido   | 2:01.02 | Q,                   |
| 2       | 1       | Marina Arzamasova   | Bielorrússia  | 2:01.22 | Q,                   |
| 3       | 1       | Olha Lyakhovaya     | Ucrânia       | 2:01.32 | Q,                   |
| 4       | 1       | Selina Büchel       | Suíça         | 2:01.64 | Recorde pessoal      |
| 5       | 1       | Rose-Anne Galligan  | Irlanda       | 2:02.84 | Recorde pessoal      |
| 6       | 2       | Yelena Kotulskaya   | Rússia        | 2:03.05 | Q                    |
| 7       | 2       | Nataliya Lupu       | Ucrânia       | 2:03.26 | Q                    |
| 8       | 2       | Ciara Everard       | Irlanda       | 2:03.40 | Q                    |
| 9       | 2       | Lenka Masná         | Chéquia       | 2:03.40 |                      |
| 10      | 1       | Teodora Kolarova    | Bulgária      | 2:03.65 | Recorde da temporada |
| 11      | 2       | Aníta Hinriksdóttir | Islândia      | 2:04.72 |                      |
| 12      | 2       | Paula Habovstiaková | Eslováquia    | 2:06.37 |                      |

### Final
A final foi realizada às 11:45 no dia 3 de março de 2013.  
| Posição           | Atleta            | Nacionalidade | Tempo   | Notas                |
| ----------------- | ----------------- | ------------- | ------- | -------------------- |
| Medalha de ouro   | Nataliya Lupu     | Ucrânia       | 2:00.26 | Recorde da temporada |
| Medalha de prata  | Yelena Kotulskaya | Rússia        | 2:00.98 |                      |
| Medalha de bronze | Marina Arzamasova | Bielorrússia  | 2:01.21 | Recorde da temporada |
| 4                 | Jennifer Meadows  | Reino Unido   | 2:01.52 |                      |
| 5                 | Olha Lyakhovaya   | Ucrânia       | 2:02.12 |                      |
| 6                 | Ciara Everard     | Irlanda       | 2:02.55 |                      |

Legenda
| Recorde mundial       | Recorde mundial (World record)               |                       | Recorde africano                      | Recorde africano (African) |                                           | Q | Classificado por posição (Qualified) |
| Recorde do campeonato | Recorde do campeonato (Championship record)  | Recorde da América    | Recorde da América (Americas)         | q                          | Classificado por melhor tempo (Qualified) |   |                                      |
| Melhor marca do ano   | Melhor marca do ano (World leading)          | Recorde asiático      | Recorde asiático (Asian)              | DNS                        | Não largou (Did not start)                |   |                                      |
| Recorde nacional      | Recorde nacional (National record)           | Recorde europeu       | Recorde europeu (European)            | DNF                        | Não terminou (Did not finish)             |   |                                      |
| Recorde pessoal       | Recorde pessoal do atleta (Personal best)    | Recorde da Oceania    | Recorde da Oceania (Oceania)          | DSQ / DQ                   | Desclassificado (Disqualified)            |   |                                      |
| Recorde da temporada  | Recorde da temporada do atleta (Season best) | Recorde sul-americano | Recorde sul-americano (South America) | NM                         | Sem marca (No mark)                       |   |                                      |